# 1904 Масевич
1904 Масевич (1904 Massevitch) — астероїд головного поясу, відкритий 9 травня 1972 року.
Тіссеранів параметр щодо Юпітера — 3,309.